# 列別季夫卡 (亞戈京區)
50°16′14″N 32°0′48″E / 50.27056°N 32.01333°E
萊貝季夫卡（烏克蘭語：Лебедівка）是位於烏克蘭北部的村莊，由基辅州鲍里斯皮尔区的亞霍滕市鎮負責管轄。該村始建於1714年，面積0.07平方公里，海拔高度123米，2001年人口26，人口密度每平方公里371.4人。